# Dietrich von Hildebrand
Dietrich von Hildebrand (Florencia, 12 de octubre de 1889-New Rochelle, 26 de enero de 1977) fue un filósofo y teólogo católico alemán. Era hijo del escultor Adolf von Hildebrand.

## Biografía
Pasó su juventud entre Italia y Alemania; obtuvo su título de bachiller en 1906. En 1914 se convirtió al catolicismo. Se trasladó a la Universidad de Múnich, donde estudió con Teodoro Lipps. Al saber que las Logische Untersuchungen (Investigaciones lógicas) se habían apartado del relativismo y del subjetivismo, marchó a Gotinga, donde fue alumno de Edmund Husserl y Adolf Reinach; también contó con la influencia y la amistad de Max Scheler. Obtuvo el título de Doctor en Filosofía en 1912 y enseñó en la Universidad de Múnich de 1918 a 1933. 
Abandonó Alemania en marzo de 1933, al día siguiente del incendio del Reichstag, y marchó a Viena, donde fundó una revista antinazi Der Christliche Staendestaat (El Estado Cristiano) (dic. 1933) y enseñó filosofía en la Universidad. Por su trabajo en la revista, von Hildebrand fue incluido en la lista de la muerte de Hitler.
Cuando los nazis entraron en la ciudad (marzo de 1938), para no ser arrestado escapó a Suiza y luego a Francia, donde enseñó en la Universidad Católica de Toulouse de 1939 a 1940; a finales de 1940 tuvo que huir de nuevo y llegó a los Estados Unidos vía España, Portugal y Brasil. Fue catedrático en la Universidad de Fordham en Nueva York desde 1941 hasta 1960. Murió el 26 de enero de 1977.

## Obras e influencia
A lo largo de su vida, von Hildebrand escribió muchas obras sobre la fe y la moral del catolicismo. Entre ellas se encuentran las clásicas tales como Pureza y virginidad, El matrimonio, Liturgia y personalidad y La transformación en Cristo.  
Muchos de las más importantes y originales obras filosóficas de von Hildebrand —entre ellas La ética, ¿Qué es filosofía?, La naturaleza del Amor, y Estética— fueron escritas después de su llegada a América. A través de sus numerosos escritos, von Hildebrand ha contribuido al desarrollo de un rico personalismo cristiano, sobre todo por su énfasis en la trascendencia de los seres humanos. 
El pensamiento de von Hildebrand tuvo una marcada influencia sobre algunos de los trabajos del Concilio Vaticano II, en particular, su visión del misterio del matrimonio y la sexualidad. Muchos de los padres conciliares, incluyendo al entonces cardenal Karol Wojtyła, habían leído los escritos sobre el matrimonio y la sexualidad de von Hildebrand y estaban muy influidos por ellos.

## Obra
- Die Ehe (München 1929)
- Liturgie und Persönlichkeit (Salzburg 1933)
- Das Wesen der Liebe
- Menschheit am Scheideweg (Regensburg 1954)
- Metaphysik der Gemeinschaft (Regensburg 1955)
- Die Umgestaltung in Christus (1955)
- Christliche Ethik (1959)
- Was ist Philosophie? 1960
- Das trojanische Pferd in der Stadt Gottes (Regensburg 1968)
- Sittliche Grundhaltungen (1969)
- Der verwüstete Weinberg (Regensburg 1973)
- Idolkult und Gotteskult (1974)
- Memoiren und Aufsätze gegen den Nationalsozialismus 1933 - 1938 (Mainz 1994)

### Ediciones en español
- Ética. Encuentro. 1992. ISBN 9788474900880.
- ¿Qué es filosofía?. Encuentro. 2000. ISBN 9788474905809.
- El corazón: un análisis de la afectividad humana y divina. Ediciones Palabra. 2001. ISBN 9788482391557.
- La gratitud. Encuentro. 2000. ISBN 9788474905977.
- Moralidad y conocimiento ético de los valores. Ediciones Cristiandad. 2006. ISBN 9788470575167.
- Nuestra transformación en Cristo. Encuentro. 1996. ISBN 9788474903911.

### Video
- Dietrich von Hildebrand - version española

- Datos: Q14678
- Multimedia: Dietrich von Hildebrand / Q14678